# Johan Berisha
Johan Berisha (ur. 6 września 1979 w Mitrowicy) – szwajcarski piłkarz i trener piłkarski pochodzenia kosowskiego, były członek szwajcarskiej reprezentacji U-21.